# Масіо Бастон
Масіо Демонд Бастон (англ. Maceo Demond Baston, нар. 29 травня 1976, Корсикана, Техас, США) — американський професійний баскетболіст, що грав на позиції важкого форварда зокрема в НБА за «Торонто Репторз» та «Індіана Пейсерз».

## Ігрова кар'єра
На університетському рівні грав за команду Мічигана (1994—1998).
1998 року був обраний у другому раунді драфту НБА під загальним 58-м номером командою «Чикаго Буллз». Проте, не зігравши жодного матчу в НБА, перейшов того ж року до команди «Квад-Сіті Тандер» з КБА, за яку грав протягом 2 сезонів.
Згодом виступав за європейські «Монтекатіні-Терме» та «Ховентут».
Кар'єру в НБА розпочав 2003 року виступами за «Торонто Репторз», захищав кольори команди з Торонто протягом одного неповного сезону.
З 2003 по 2006 рік грав у складі ізраїльської команди «Маккабі» (Тель-Авів). Тричі ставав чемпіоном у складі команди та володарем кубка Ізраїлю.
2006 року перейшов до «Індіана Пейсерз», у складі якої провів наступний сезон своєї кар'єри.
Наступною командою в кар'єрі гравця була «Торонто Репторз», за яку він відіграв один сезон.
З 2008 по 2009 рік вдруге грав у складі «Індіана Пейсерз».
Частину 2010 року виступав у складі української команди «Будівельник». За команду з Києва зіграв лише 1 матч через проблеми з здоров'ям.
Наступною командою в кар'єрі гравця була «Обрадойро» з Іспанії, за яку він відіграв лише частину сезону 2010 року.
Останньою ж командою в кар'єрі гравця стала «Бней ха-Шарон» з Ізраїлю, до складу якої він приєднався 2010 року і за яку відіграв сім матчів.

## Статистика виступів в НБА

### Регулярний сезон
| Сезон             | Команда           | GP  | GS | MPG | FG%  | 3P%  | FT%  | RPG | APG | SPG | BPG | PPG |
| ----------------- | ----------------- | --- | -- | --- | ---- | ---- | ---- | --- | --- | --- | --- | --- |
| 2002–2003         | «Торонто Репторз» | 16  | 0  | 6.6 | .600 | .000 | .833 | 1.4 | .0  | .3  | .7  | 2.5 |
| 2006–2007         | «Індіана Пейсерз» | 47  | 2  | 8.6 | .645 | .429 | .787 | 1.4 | .3  | .3  | .4  | 2.9 |
| 2007–2008         | «Торонто Репторз» | 15  | 2  | 6.9 | .680 | .000 | .700 | 1.7 | .2  | .1  | .3  | 2.7 |
| 2008–2009         | «Індіана Пейсерз» | 27  | 0  | 8.0 | .543 | .000 | .630 | 1.9 | .3  | .2  | .4  | 2.5 |
| Усього за кар'єру | Усього за кар'єру | 105 | 4  | 7.9 | .616 | .375 | .740 | 1.7 | .2  | .2  | .4  | 2.7 |

### Плей-оф
| Сезон             | Команда           | GP | GS | MPG | FG%  | 3P%  | FT%  | RPG | APG | SPG | BPG | PPG |
| ----------------- | ----------------- | -- | -- | --- | ---- | ---- | ---- | --- | --- | --- | --- | --- |
| 2008              | «Торонто Репторз» | 1  | 0  | 1.0 | .000 | .000 | .000 | .0  | .0  | 1.0 | .0  | .0  |
| Усього за кар'єру | Усього за кар'єру | 1  | 0  | 1.0 | .000 | .000 | .000 | .0  | .0  | 1.0 | .0  | .0  |